# María de Ávila
María Dolores Gómez de Ávila (Barcelona, 10 de abril de 1920 - Zaragoza, 27 de febrero de 2014) fue una bailarina y maestra de ballet española.
Con apenas diez años comenzó sus estudios con Pauleta Pàmies en el Gran Teatro del Liceo de Barcelona, donde pronto entró a formar parte de su ballet, siendo su primera bailarina desde 1939. Su mayor actividad artística la desempeñó en el Liceo, pero también participó en otros proyectos escénicos como la Compañía Española de Ballet o los Ballets de Barcelona. También realizó recitales en colaboración con otros artistas, entre los que destacó el bailarín Juan Magrinyá, quien fue su partenaire artístico principal.
En 1948 contrajo matrimonio con el ingeniero zaragozano José María García Gil y decidió abandonar el escenario, no sin antes rechazar un contrato para trabajar en New York. Acompañando a su esposo en un proyecto, vivió durante un tiempo en Sacedón, una localidad de la provincia de Guadalajara. Allí nació su única hija Dolores García Gómez (1949), conocida artísticamente como Lola de Ávila y más coloquialmente como Lolita, ya que a su madre la solían llamar Lola.

## Trayectoria
En 1954 abrió su propia escuela de danza clásica en la calle del Coso, en Zaragoza, más tarde trasladada a la sede actual de Francisco de Vitoria, lugar donde se han formado varias generaciones de grandes bailarines y maestros reconocidos tanto a nivel nacional como internacional. Fue fundadora del Ballet Clásico de Zaragoza y del Joven Ballet María de Ávila (1989). En 1983 fue nombrada Directora del Ballet Nacional de España y del Ballet Nacional de España-Clásico, cargo del que dimitió a finales de 1986 para regresar a su labor docente en su escuela de Zaragoza.
La actual directora de la escuela María de Ávila es su hija Lola.
En 1979 fue nombrada miembro de la Real Academia de Nobles y Bellas Artes de San Luis (Zaragoza) y en su discurso de ingreso expuso una reflexión personal titulada: "El ballet, arte del siglo XX".
Es una de las figuras más destacadas de la danza académica en España durante el siglo XX, dado el trascendental papel que ha ejercido como maestra y el extenso legado que ha dejado gracias a su labor como pedagoga de danza. No puede olvidarse, sin embargo, el tiempo que ejerció como directora de las dos compañías nacionales y el reconocimiento que en ese sentido ha recibido desde ambas instituciones. De ahí que durante la celebración de su 35º aniversario, la Compañía Nacional de Danza realizara una gala homenaje en Zaragoza en su honor y puso su nombre a una de las salas de ensayo de su sede oficial. La lista de honores, premios y homenajes recibidos es larga y extensa, entre ellos destacan los reconocimientos otorgados por su ciudad de adopción, Zaragoza, que ha incluido su nombre en el callejero de la ciudad, en el barrio de Montañana.

## Premios y honores
- Premio Santa Isabel de la Excelentísima Diputación Provincial de Zaragoza (1965).
- Premio San Jorge de la Institución Fernando el Católico (1974).
- Medalla de Oro de la Ciudad de Zaragoza. Premio otorgado por el Ayuntamiento de la ciudad (1982)
- Medalla de Oro de las Bellas Artes de España (Ministerio de Cultura) (1989).
- El Instituto Internacional del Teatro de la UNESCO le encarga la redacción del mensaje del Día Internacional de la Danza (1980)
- Homenaje en el Pabellón aragonés de la Exposición Universal de Sevilla (1992)
- Homenaje en la Gala del DID de la Comunidad de Madrid organizada por la APDCM y la ACPD (1993)
- Homenaje en el Teatro Principal de Zaragoza (1999)
- Maximino de Honor (2004)
- Gran cruz de la Orden de Alfonso X el Sabio de España,  otorgada por el Ministerio de Cultura (2006).[6]

- Medalla de Oro del Círculo de Bellas Artes de Madrid, España (1998).
- Premio Aragón (1996).
- El Conservatorio Superior de Danza de Madrid lleva su nombre desde 2006.
- Medalla de Oro al Mérito en el Trabajo, otorgada por el Ministerio de Trabajo y Asuntos Sociales (2007)[7]

- Medalla de Oro del Teatro del Liceo (2009).
- El Ayuntamiento de Zaragoza denomina una calle con su nombre en Montañana.
- Premio Heraldo de Aragón a los valores humanos (2010).
- Galardón "Una vida para la danza", otorgado por el Festival Internacional de Danza de Miami (2013).